# Сарабін Олег Васильович
Оле́г Васи́льович Сарабін — солдат Збройних сил України.

## Короткий життєпис
2002 року закінчив ЗОШ школу села Анатолівка.
Проходив строкову військову службу в лавах ЗСУ, служив у 169-му навчальному центрі.
У часі війни — навідник-оператор танка, 28-ма окрема механізована бригада.
17 листопада 2014-го загинув під час обстрілу, вчиненого терористами з танка, взводного опорного пункту поблизу села Тарамчук.
Похований у селі Анатолівка, Березанський район.

### Нагороди та вшанування
За особисту мужність і героїзм, виявлені у захисті державного суверенітету та територіальної цілісності України, вірність військовій присязі під час російсько-української війни, відзначений — нагороджений
- 27 червня 2015 року — орденом «За мужність» III ступеня.
- у травні 2015-го в Анатолівці на будівлі ЗОШ відкрито меморіальну дошку Олегу Сарабіну.